# Reggenza di Muna Occidentale
La reggenza di Muna Occidentale (in indonesiano: Kabupaten Muna Barat) è una reggenza dell'Indonesia, situata nella provincia di Sulawesi Sudorientale.